# Giuseppe Crispi
Giuseppe Crispi (Zef Krispi in albanese; Palazzo Adriano, 30 luglio 1781 – Palazzo Adriano, 10 settembre 1859) è stato un vescovo cattolico e filologo italiano di etnia albanese.
Tra le più importanti figure della comunità albanese di Sicilia (arbëreshe) del XIX secolo, fu sacerdote di rito bizantino, filologo, grecista di fama e albanologo, autore di diversi studi sulla lingua albanese, gli albanesi e la loro origine pelagica-illirica. Rettore del Seminario Italo-Albanese di Palermo, fu vescovo ordinante per i fedeli albanesi di rito orientale dell'isola e Vescovo titolare di Lampsaco. Francesco Crispi era figlio del fratello Tommaso.

## Biografia
Giuseppe Crispi nacque il 30 luglio del 1781 a Palazzo Adriano. Compì i suoi studi presso il Seminario Italo-Albanese di Palermo, avendo tra i suoi insegnanti Nicola Chetta, Giovanni Meli e Francesco Nascè. 
Il 26 maggio del 1808 Giuseppe Crispi venne consacrato sacerdote di rito "greco" della comunità italo-albanese di Sicilia presso la chiesa di Maria Santissima Assunta di Palazzo Adriano. 
Ricoprì la posizione accademica di professore di letteratura greca antica presso la Regia Università di Palermo, dopo aver vinto il concorso per tale cattedra nel 1813.
Rerettore del Seminario Italo-Albanese di Palermo e vescovo titolare di Lampsaco dal 1836, succedendo in quest'ultima posizione a Francesco Chiarchiaro. Presso il "pantheon" degli uomini illustri della Sicilia della Chiesa di San Domenico a Palermo è presente un medaglione marmoreo commemorativo dedicato a Giuseppe Crispi e ivi collocato su iniziativa dell'amico Agostino Gallo. 
L'opera principale di Crispi è intitolata Memorie sulla lingua Albanese, pubblicata nel 1831 a Palermo. Tale opera costituisce la prima monografia sulla lingua albanese. Riprendendo le tesi di Conrad Malte-Brun, secondo Crispi l'Albanese era strettamente imparentato con le lingue pelasgiche, macedoni e proto-eolie, ritenendolo pertanto un antenato del Greco, lingua che secondo Crispi avrebbe perso le sue originarie connotazioni. La monografia influenzò le posizioni di altri autori arbëreshë quali Giuseppe Schirò, il quale la utilizzò per redigere la sua opera, datata 1834 Rapporti tra l'Epiro e il Regno delle due Sicilie. Altre opere di Crispi concernono la cultura e la storia della comunità arbëreshe in Sicilia.
Morì il 10 settembre 1859 a Palazzo Adriano. È sepolto presso la chiesa Maria Santissima Assunta.

## Opere
- Corso di studio teorico e pratico per la lingua greca, 1822
- Crestomazia, ossia corso di studi teorico e pratico per la lingua greca metodicamente esposto, Palermo, 1847-1852
- Memoria sull'origine e fondazione di Palazzo Adriano, colonia greco-albanese in Sicilia', Palermo, 1827
- Orazioni e frammenti di Lisia siracusano, 1834
- Joannis Meli siculi poetae celeberrimi selecta carmina, facta e siculis graeca Panormi, 1840
- Explanatio lapidis inscripti figurisque exornati, Panormi, 1846
- Frammenti nuovi di Diodoro Siculo ricavati da palinsesti vaticani del cardinale Angelo Mai, tradotti dal testo greco nella italiana favella da Giuseppe Crispi con un preliminare e un discorso, ecc., Palermo, 1847
- Memorie storiche di alcune costumanze appartenenti alle colonie greco-albanesi di Sicilia, Palermo, 1853
- Cenni sopra una stazione antica di fatture figuline in Giornale di Scienze Lettere e Arti per la Sicilia (vol. 43)
- Memoria sulla lingua albanese, 1831